# Qendër Bilisht
Qendër Bilisht is een plaats en voormalige gemeente in de stad (bashkia) Devoll in de prefectuur Korçë in Albanië. Sinds de gemeentelijke herindeling van 2015 doet Qendër Bilisht dienst als deelgemeente en is het een bestuurseenheid zonder verdere bestuurlijke bevoegdheden. De plaats telde bij de census van 2011 5.440 inwoners.

## Bevolking

### Religie
De grootste religie in Qendër Bilisht is de (soennitische) islam. Deze religie werd in 2011 beleden door 3.846 personen, oftewel 70,70% van de bevolking.
| Plaats         | Bevolking (2011) | Islam (%)      | Katholiek (%) | Orthodox (%) | Bektashisme (%) |
| -------------- | ---------------- | -------------- | ------------- | ------------ | --------------- |
| Qendër Bilisht | 5.440            | 3.846 (70,70%) | 57 (1,05%)    | 229 (4,21%)  | 3 (0,06%)       |